# 尹在明
尹 在明（ユン・ジェミョン、朝鮮語: 윤재명、1932年1月15日 - ）は、大韓民国の実業家、政治家。第7・8・10代韓国国会議員。
本貫は海南尹氏。号は仁康（インガン、인강）。元康津郡郡守の尹棟煥は弟、元成和大学社会福祉学部教授、全羅南道議会議員で実業家の鞠伶厓はその妻、ソウル大学校医大産婦人科教授の尹保鉉は長男。

## 経歴
日本統治時代の全羅南道康津郡出身。木浦文泰中学校・高等学校、高麗大学校文科大学国文学科卒、ジョージ・ワシントン大学社会教育課程修了。
政界では国会議員3期のほか、民主共和党全南道支部副委員長、金大中議員自宅爆発物事件国会調査特別委員長、金浦・江華事件真相調査特別委員長、国会憲法改正特別委員会基本権委員長を務めた。他にはシンソン製薬社長、現代評論社社長、社団法人韓国学院総連合会会長、韓日文化親善協会初代会長、東洋ライオンズクラブ会長。韓国プロテコンドー協会会長、平和統一諮問会議諮問委員、海南尹氏中央宗親会会長などを歴任した。